# Ferenc Keresztes-Fischer

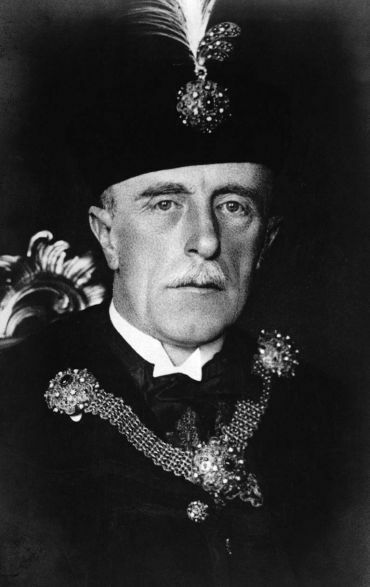
Ferenc Keresztes-Fischer

Ferenc Keresztes-Fischer (Pécs, 18 februari 1881 - Wenen, 3 maart 1948) was een Hongaars advocaat en politicus en werkte als raadgever bij de Spaarbank van Pécs. Hij werd door het regime van admiraal Horthy aangesteld als opper-ispán van Baranya (van 1921 tot 1931) en van Somogy (van 1925 tot 1931). Ferenc Keresztes-Fischer werd tweemaal aangesteld als minister van Binnenlandse Zaken, eenmaal oefende hij de functie uit van 1931 tot 1935 en een tweede keer van 1938 tot 1944.
Hij stond aan het hoofd van de politieterreur tegen zowel linkse als rechtse politieke bewegingen. Op 12 september 1938 liet hij de OMIKE, een Hongaars-Israëlische onderwijsvereniging, toe haar activiteiten uit te breiden. Tijdens de Tweede Wereldoorlog was hij een actieve aanhanger van de regent, Miklós Horthy. Na de dood van Pál Teleki op 3 april 1941 werd hij waarnemend premier van Hongarije op die dag. Een jaar later, op 7 maart 1942 werd premier Bárdossy plots door Horthy gedwongen om af te treden. Als minister van Binnenlandse Zaken was Keresztes-Fischer toen opnieuw waarnemend eerste minister, totdat Miklós Kállay werd aangesteld als premier.
Hij sloot zich aan bij de conservatieve groepering Bethlen-Kállay, die relaties wilde aanknopen met de geallieerden om de positie van Hongarije na de oorlog te onderhandelen. Na de bezetting van Hongarije door Nazi-Duitsland in maart 1944 werd Keresztes-Fischer gevangengenomen in een concentratiekamp en vervolgens verbannen naar Oostenrijk.